# هدایت الله شهاب فردوسی
جواد هوشمند (۱۴۰۰-۱۳۴۹) متخلص به محصل فردوسی، معلّم، شاعر  و پژوهشگر خراساني در اول مرداد سال ١٣٤٩ هجري شمسي در شهرستانفردوس، در استان خراسان جنوبي به دنيا آمد. پيشينه نَسبي اين شاعر خراساني به يكي از نوادر و علماي مشهور ديار "تون" يا همانفردوس كنوني به نام "آخوند ملا اكبر توني" مي رسد كه داراي كرامات و فضائل برجسته اي بوده است و مردمان آن ديار  او را از جملهعالمان و عرفانی زیسته در طول سه قرن اخير مي دانند.
جواد هوشمند، در سنين كودكي قرآن را در مكتبخانه هايي كه به هنوز به سبك قديمي اداره مي شد آموخت و همزمان قريحه سرشار ويدر شعر  و سخن منظوم بروز يافت؛ تا جاييكه در دوران تحصيل اشعار زيادي را با تكيه بر استعداد ذاتي خود سرود و موفق به كسبعناوين و مقام هاي مختلف در مسابقات و جشنواره هاي ادبي شد. وي تحصيلات رسمي خود را تا پايان دوره دبيرستان در شهر فردوسادامه داد و در سال ١٣٦٧ موفق به اخذ ديپلم رياضي فيزيك از دبيرستان طالقاني فردوس گرديد. سپس دوره معلمي را در تربيت معلمشهيد بهشتي شهر مشهد به پايان رسانيد و پس از آن به عنوان معلم رياضي در شهر فردوس استخدام شد و شروع به تدريس نمود،استعداد ذاتي وي در هنر آموزش رياضي باعث ادامه تحصيل او در رشته رياضي در دانشگاه ملی بيرجند شد. وي با مطالعات وتبحري كه در شعر و نظم پيدا كرده بود، به خوبي توانست دو حوزه انتزاعي رياضيات و شعر را با هم پيوند دهد و زباني مشترك بين ايندو حوزه را دنبال نمايد. كلاس هاي درس رياضي وي به گفته دانش آموزان وي از شيرين ترين و بياد ماندني ترين كلاس هاي دورانتحصيل هر يك از آنها به حساب مي رود. همكاري در تاسيس انجمن شعر و ادب فردوس و برگزاري جلسات و شب شعرهاي متعدد ومشاركت و فعاليت در سازمان هاي مردم نهاد(NGO) از جمله خدمات اين شاعر خراساني به شعر و ادب معاصر در خطّه خراسان بودهاست. وي از سال ١٣٨٣ و مهاجرت به مشهد، به عنوان مدرس رياضيات در شهر مشهد به كار خود ادامه داد و همزمان علاوه بر شعر وادب در حوزه موسيقي و پژوهش هاي موسيقي اصيل ايراني نيز وارد شد. جواد هوشمند را از معدود افرادي مي توان دانست كه دردوران معاصر تعليم و تربيت ايران، تربيت و آموزش را با هنر و به ويژه شعر و موسيقي به صورت تجربه زیسته تلفيق نمود. با شروع دههپنجم از زندگي اين شاعر و معلم خراساني وي با احساس نياز جامعه و به ويژه شاگردانش و ساير جوانان ايراني به اشتغال و كار ، درحوزه كارآفريني و تجاري سازي دانش به كسب دانش پرداخت و مدارج علمي خود را در اين رشته تا سطح دكترا كسب نمود. پس از آندر حوزه كارآفريني و كمك به جوانان براي كشف و به كارگيري استعدادها و دانش خود در زمينه اشتغال مولّد ، شروع به تاسيس وهمكاري با چند شركت دانش بنيان نمود و به صورت فعالانه اي در حوزه كارآفريني و اشتغال مولد با بخش صنعت، صنايع كوچك و مولددر شهرك هاي صنعتي همكاري خود را ادامه داد. وي در شركت ها و بخشهاي متعددي از صنايع به عنوان مشاور، پروژه هاي موفقي رااجرا نموده است كه حتي بخشي از آنها به كشورهاي همسايه نيز مربوط مي شود. 
در واخر سال ٢٠٢٠ و همزمان با شيوع جهاني بيماري كوويد-١٩ اين شاعر و محقق انسان دوست، با احساس نياز پیرامون كمك به همنوعان خود به ويژه افراد مبتلا به بيماري همه گير کوید-١٩ و ويروس كرونا و براي التيام درد و رنج خانواده هاي آنها ، با اشراف بر حوزهصنعت به  همكاري با شركت هاي دانش بنياني پرداخت كه در حوزه دارويي مشغول به تحقيق بودند و هدایت يك پروژه عظيم براي ساختداروي داخلي براي بيماري كوويد-١٩ را بر عهده گرفت. پس از قريب به دو سال تلاش بي وقفه و پژوهش در اين راه ، سر انجام با توجهبه حضور  مكرر و بي وقفه وي در مراحل مختلف كار آزمايي ها و آزمايشات باليني دارو در بيمارستان ها و در كنار بيماران كرونايي،اين شاعر و محقق راه سلامت، خود به اين بيماري مبتلا شد و پس از گذشت يك دوره نسبتا كوتاه در عصر روز دوشنبه اول شهريور ماه١٤٠٠ هجري شمسي در بيمارستان فوق تخصصي رضوي مشهد در استان خراسان رضوي بدرود حيات گفت. 
از اين شاعر و محقق خراساني دو جلد مجموعه اشعار با نام هاي " سهم من از اين همه دل" و " نود و نه آيه زميني" هم اينك دردسترس است. مجموعه "نود و نه آيه زميني" حاوي اشعار و مضامين فلسفه اي است كه انديشه هاي تحول خواه و بديع اين شاعرمعاصر را نشان مي دهد. همچنين بيش از چند صد صفحه پژوهش ها و اشعار وي كه در طول حيات خود به رشته تحرير در آورده بود،از اين شاعر و محقق خراساني باقي مانده است كه با اهتمام خانواده و دوستان وي به زودي به چاپ خواهد رسيد.  پس از درگذشت اينشاعر و محقق خراساني وزير فرهنگ و ارشاد اسلامي دولت دوازدهم ، سيد علي صالحي، پيام تسليتي صادر نمود، همچنين معاونينوزير در وزارت صنعت، معدن و تجارت به دليل خدمات و تلاش هاي وي در عرصه صنعت و فعاليت وي در شركت هاي دانش بنيان نيز پيامهاي تسليت صادر نمودند. 
هدایت الله شهاب فردوسی (۱۲۷۷-۱۳۴۷) ادیب و قرآن پژوه معاصر بود. مقالاتی از وی عمدتا با مضامین دینی و اخلاقی فراهم آمده که از آن جمله است: 'دین اسلام عقلی است'، 'آسودگی واقعی'، 'اندیشهٔ انسان، مادی نیست'، 'آفت تقلیدهای نا به جا!'، میزان عدل' و 'تاریخچهٔ مختصر شیخیه و بابیه و بهائیه'.
او در سال ۱۲۷۷ خورشیدی در شهر تون و در خانواده‌ای مذهبی و روحانی دیده به جهان گشود.
کتاب حالات و مقالات شهاب فردوس که در اصل برگرفته از سلسله مقالات او می‌باشد، در قسمت شیخیه٬ بابیگری و بهائیت که از صفحه ۴۱۰ آغاز می‌گردد همان‌طور که در زیرنویس صفحه ۴۱۰ هم ذکر شده بر اساس دوره نهم سال ۱۳۳۴ - دوره ۱۸ تا ۵۰ مجله آشفته که عماد عصار سردبیر آن بود تهیه شده است. این قسمت به نقد این مکاتب پرداخته و در زمان خود موجب بحث‌های زیادی از جانب مذهبیون افراطی و بهایی‌ها گردید و آن مباحثه‌ها نیز در این مقالات درج شده است. هنوز هم این مقالات و این کتب در مناظره‌ها و مباحثه‌های موجود مورد بهره برداری قرار می‌گیرد و هدایت الله شهاب فردوسی با دادن اطلاعات و مقایسه کتب مورد قبول طرفین بحث را پیش برده است.
در تدوین لغت نامه دهخدا، علاوه بر علی‌اکبر دهخدا و همکاران اولیه او، گروهی از پژوهندگان زبان و ادب فارسی در طی بیش از شصت سال در هیئت مؤلفان لغت‌نامه دهخدا عضویت داشته‌اند و به تهیه مواد و تنظیم آن‌ها و نیز تدوین و تألیف مواد گرد آمده برای لغت‌نامه مشغول بودند. هدایت‌الله شهاب فردوسی یکی از این همکاران بوده که در تهیه بخش اول از حرف «غ» با دهخدا همکاری نموده است.
کتاب حالات و مقالات استاد شهاب فردوسی دربارهٔ نسب، تحصیلات، کاوش‌های اعتقادی و برخی خاطرات هدایت الله شهاب فردوسی است.  محمد ترابیان فردوسی در مقدمه این کتاب می‌نویسد:
«چون آن ادیب توانا، از قلم شیوا و رسایی برخوردار بود، صلاح برآن دیده شد که در شرح حالش از قلم زیبای خود ایشان (با کمی تصرف و تخلیص) استفاده شود.»
مقالات این کتاب قبلاً در مجله آشفته به چاپ رسیده و به واسطه قسمت شیخیه، بابیگری و بهائیت موجب مباحثات متعدد در زمان خود گردید. این قسمت (از صفحه ۴۱۰ تا۴۷۳) حاوی بررسی و نقد  بهائیت با استفاده از کتب بهایی می‌باشد.
محمد ترابیان فردوسی در مقدمه کتاب حالات و مقالات  شهاب فردوسی در معرفی وی می‌نویسد: «پدر بزرگش (آیت الله حاج میرزا محمود مجتهد قدسی) سال‌ها حاکم شرع منطقه و عمویش (آیت الله حاج سید عبدالحسین نجفی) مدت‌ها بزرگ عالم و امام جمعهٔ شهر بود پدرش (سید عبدالکریم موحد موسوی) عالمی با تقوا بود»*